# Монастырек (Ивано-Франковская область)
Монастырек (укр. Монастирок) — село в Городенковской городской общине Коломыйского района Ивано-Франковской области Украины.
Население по переписи 2001 года составляло 111 человек. Занимает площадь 0,447 км². Почтовый индекс — 78117. Телефонный код — 03430.